# ミステリーチャンネル
ミステリーチャンネル（MYSTERY CHANNEL）は、AXN株式会社が運営するミステリドラマを中心とした専門チャンネル。かつてはAXNミステリー（エイエックスエヌミステリー、AXN Mystery）のチャンネル名だった。
当記事では、かつて同チャンネルを運営していた番組供給事業者・株式会社ミステリチャンネル（Mystery Channel, Inc.）についても記述する。

## 概要
1998年8月、「ミステリチャンネル」として開局。当時の運営会社は丸紅の子会社・メディアキュービックプログラミング株式会社（後の株式会社ミステリチャンネル）で、早川書房や国際メディア・コーポレーション（MICO）、テレビ朝日なども出資していたが、2008年にソニー・ピクチャーズ エンタテインメント（SPEJ）が全株式を取得。2009年10月にチャンネル名を「AXNミステリー」に変更した。
日本ではあまり放送されないヨーロッパのミステリー作品を中心に、アメリカ、アジアなどのミステリーも放送していた。かつて日本放送協会（NHK）で放送されていた「名探偵ポワロ」や「シャーロック・ホームズの冒険」などの番組についてはMICO（現・NHKエンタープライズ）から放映権を購入していた。AXNミステリーになってからは、日本を含むアジア系作品の放送をやめ、ヨーロッパ・アメリカに特化している。ただし、2013年頃から国内作品の放映が復活した。
局名の通りミステリー作品を中心としてはいるが、プリズナーNo.6などのSF色の強い作品や、THE TUDORS〜背徳の王冠〜、ROME［ローマ］のような歴史ドラマも放送している。
スカパー!（東経110度CS放送）、スカパー!プレミアムサービス、スカパー!プレミアムサービス光、ケーブルテレビ、ひかりone、ひかりTVで視聴可能である。
尚、スカパー!での放送開始を記念して、2016年4月4日（月）2時（3日深夜）まで無料放送を実施していた。
2021年10月1日、ノジマの完全子会社になった。
2022年4月1日、AXN株式会社がミステリチャンネルを吸収合併、AXNミステリーは同日よりAXN株式会社が運営している。
2023年10月1日、チャンネル名を「ミステリーチャンネル」に変更した。

## 沿革
- 1997年5月26日 - 丸紅によりメディアキュービックプログラミング株式会社（後の株式会社ミステリチャンネル）設立。
- 1998年
  - 8月1日 - スカイパーフェクTV!（現・スカパー!プレミアムサービス）で「ミステリチャンネル」放送開始。
  - 8月 - テレビ朝日が出資（2007年売却）。
- 2006年3月24日 - イメージキャラクターに竹内海南江を起用。
- 2008年11月4日 - ソニー・ピクチャーズ エンタテインメントが全株式を取得。
- 2009年10月1日 - チャンネル名を「AXNミステリー」に変更。スカパー!HD、eo光テレビでハイビジョン放送開始（チャンネル名は「AXNミステリーHD」）。
- 2016年
  - 4月1日 - スカパー!（東経110度CS放送）での放送を開始（衛星基幹放送事業者は、日本テレビ系列のCS日本）。
  - 12月1日 - スカパー!プレミアムサービスの衛星一般放送事業者が、スカパー・ブロードキャスティングからスカパー・エンターテイメントに変更。
- 2021年
  - 8月16日 - AXN株式会社設立、同社の子会社となる。
  - 10月1日 - ノジマがAXN株式会社の全株式を取得[5][6][2]。
- 2022年4月1日 - AXN株式会社と合併、会社消滅。
- 2023年10月1日 - チャンネル名を「ミステリーチャンネル」に変更[4]。
- 2024年10月1日 - NTTドコモ傘下の動画配信サービス「Lemino」に「アクション&ミステリープラス」の提供を開始[7]。

## 主な番組

### 海外番組
- 刑事ジョン・ルーサー
- ホワイトカラー
- ディフェンダーズ 闘う弁護士
- Life 真実へのパズル
- THE TUDORS〜背徳の王冠〜
- スティーヴン・キングのキングダム・ホスピタル
- 逃亡者
- 生存者たち
- 王立警察 ニコラ・ル・フロック
- ROME［ローマ］
- 名探偵ポワロ
- プリズナーNo.6
- ミレニアム ドラゴン・タトゥーの女
- 刑事コロンボ
- シャーロック・ホームズの冒険
- 名探偵モンク
- 華麗なるペテン師たち
- フロスト警部
- バーナビー警部
- 奇術探偵ジョナサン・クリーク
- 女警部ジュリー・レスコー
- マッテオ神父の事件簿
- 刑事フォイル
- ミステリー in パラダイス
- アストリッドとラファエル 文書係の事件録

など

### 国内番組
前述の通り、一時期ほとんどOAされていなかったが、2020年4月現在は午前0時台と6時台を中心に放送されている。
- 横溝正史シリーズ
- 法医学教室の事件ファイル
- おとり捜査官・北見志穂
- 京都殺人案内
- 小京都ミステリー
- 弁護士・朝日岳之助
- 検事 霞夕子
- 刑事・鬼貫八郎
- 取調室
- なぞの転校生
- 名探偵キャサリン
- ミッドナイトホラースクール
- 心霊探偵 八雲
- 七人の女弁護士
- 白い荒野
- パンドラ
- 新・赤かぶ検事奮戦記
- シェフは名探偵

など